# Konferencja Przełożonych Żeńskich Klasztorów Kontemplacyjnych w Polsce
Konferencja Przełożonych Żeńskich Klasztorów Kontemplacyjnych w Polsce – instytucja Kościoła katolickiego w Polsce zrzeszająca ponad osiemdziesiąt przełożonych żeńskich klasztorów kontemplacyjnych, ze stałą siedzibą w Warszawie, przy Skwerze Kardynała Stefana Wyszyńskiego 6. Jej celem, określonym w statucie, jest „ułatwianie współpracy między Klasztorami klauzurowymi w pełniejszym realizowaniu ideału autentycznego życia kontemplacyjnego”.

## Historia i działalność
W 1956 roku z inicjatywy Prymasa Stefana Wyszyńskiego powstała Konferencja Wyższych Przełożonych Żeńskich Klasztorów Kontemplacyjnych. W obliczu przemian ustrojowych w Polsce w 1989 roku i nowej sytuacji prawnej związków wyznaniowych, rozpoczęto starania o erygowanie niezależnej Konferencji Przełożonych Klasztorów Kontemplacyjnych. Główną realizatorką tej inicjatywy była długoletnia przewodnicząca Sekcji klauzurowej – Maria Niklewicz, oraz Irena Popiel. 
Decyzję o utworzeniu Konferencji Przełożonych Żeńskich Klasztorów Kontemplacyjnych w Polsce podjęto na zjeździe przełożonych klasztorów klauzurowych w Loretto w czerwcu 1992 roku. Konferencja została erygowana Dekretem Kongregacji Instytutów Życia Konsekrowanego i Stowarzyszeń Życia Apostolskiego z 8 września 1994 roku. W czasie pierwszego zebrania plenarnego nowo powstałej Konferencji, jakie odbyło się w listopadzie 1994 roku na Jasnej Górze, Ks. Abp Józef Kowalczyk, Nuncjusz Apostolski w Polsce, odczytał dekret erygujący Konferencję i zatwierdzający jej Statut. Podczas tego zebrania wybrano też Radę Konferencji.
Zgodnie ze statutem, „członkiniami Konferencji są Przełożone autonomicznych Klasztorów kontemplacyjnych o klauzurze papieskiej lub konstytucyjnej oraz Prezeski Federacji tychże Klasztorów”, a „celem Konferencji jest ułatwianie współpracy między Klasztorami klauzurowymi w pełniejszym realizowaniu ideału autentycznego życia kontemplacyjnego zgodnie ze wskazaniami Kościoła”, szczególnie poprzez „ułatwianie kontaktów i wymianę doświadczeń pomiędzy Przełożonymi” oraz „reprezentowanie wspólnych interesów Klasztorów klauzurowych wobec władz kościelnych i świeckich”.
Konferencja podejmuje wspólne, międzyzakonne inicjatywy. Ściśle współpracowała z Konferencją Episkopatu Polski, m.in. organizując wspólne konferencje prasowe, a także z Radiem Maryja. Od 2008 roku posiada stały sekretariat. W czerwcu 2010 roku Minister Spraw Wewnętrznych i Administracji, na podstawie art. 4 ust. 2 Konkordatu między Stolicą Apostolską i Rzeczpospolitą Polską, uznał osobowość prawną Konferencji Przełożonych Żeńskich Klasztorów Kontemplacyjnych jako personalnej instytucji Kościoła Katolickiego ze stałą siedzibą oraz z aktualną Przewodniczącą Konferencji jako organem tej osoby prawnej.

## Struktura
Według danych za 2018 rok, Konferencja zrzeszała osiemdziesiąt trzy przełożone klasztorów kontemplacyjnych, należących do trzynastu rodzin zakonnych, wśród których były: Benedyktynki (dziewięć domów), Benedyktynki Sakramentki (trzy domy), Bernardynki (dziewięć domów), Dominikanki (trzy domy), Kamedułki (dwa domy), Karmelitanki (dwadzieścia osiem domów), Klaryski Kapucynki (sześć domów), Klaryski (siedem domów), Klaryski od Wieczystej Adoracji (osiem domów), Norbertanki (dwa domy), Redemptorystki (jeden dom), Wizytki (cztery domy), Anuncjatki (jeden dom). W tym samym roku do wszystkich zakonów, których przełożone były zrzeszone w Konferencji, należały 1254 mniszki. Przewodnicząca Konferencji zwracała uwagę na to, że „jak wynika z zestawienia, ogólna liczba sióstr każdego roku powoli, ale systematycznie maleje. Zmniejszyła się też liczba najmłodszych, czyli postulantek i nowicjuszek”.
Organami Konferencji są:
- Zebranie Plenarne;
- Konsulta;
- Przewodnicząca Konferencji;
- Sekretarka[3].